# کلاریویت آنالیتیکس
کلاریویت آنالیتیکس (به انگلیسی: Clarivate Analytics) مؤسسه‌ای است که هر ساله بیش از هزاران پژوهشگر را از سراسر جهان در ۲۱ حوزه موضوعی به عنوان پژوهشگر پراستناد شناسایی و نام آنها را منتشر می‌کند.
در سال ۲۰۱۸ مؤسسه کلاریویت آنالیتیکس، ۱۶ دانشمند ایرانی را در بین ۴۰۵۸ پژوهشگر پراستناد جهان معرفی کرد.
یکی از پایگاهای مهم دادهای علمی در جهان با عنوان Web of Science که در ایران با نام وب آو ساینس شناخته می شود متعلق به این شرکت می باشد.
همچنین نرم افزار اندنوت (EndNote) از دیگر محصولات این موسسه می باشد.

## محصولات گروه وب آو ساینس (WoS)
محصولات این گروه شامل دو دسته هستند:
- پایگاه هایی که چکیده مقالات ارائه می دهند؛ WoS در ۲۶ پایگاه داده خود، از سال ۱۸۰۰ میلادی کلیه شاخه های علوم از مهندسی، پزشکی، انسانی، کشاورزی را تحت پوشش دارد. ۱۰ پایگاه از این مجموعه زیر مجموعه "کور کالکشن" (WoS Core Collection) هستند که به دلیل استانداردهایی که در نمایه کردن مقالات و مجلات درنظر می گیرد معتبر و بسیار مورد قبول محسوب می شوند[۳]
- ابزارها و پارامترهای علم سنجی که معرفی کننده رتبه بندی اشخاص(محققین و دانشمندان)، موسسات و دانشگاه ها هستند:
  - فهرست مجلات (Master Journal List): فهرست کامل مجلاتی که در پایگاههای داده WoS نمایه میشوند
  - همتایابی دست نوشته (Manuscript Matcher): ابزاری بسیار حرفه ای برای کمک به پژوهشگران قبل از انتشار مقاله هایشان که کمک می کند تا مجلات نزدیک به مفهوم  مقاله که مناسب آن هاست معرفی میکند.
  - این سایت (Incites): یکی از مهمترین پارامترهای علم سنجی که به کمک آن موسسات پژوهشی و حتی کشورها می توانند خروجی محصولات خود را محک زده و با رقبا مقایسه کنند.
  - ای اس آی (Essential Science Indicators): افراد، موسسات، پژوهشگاهها، دانشگاهها و افراد را رتبه بندی می کند.
  - گزارش های نمایه سازی مجلات/جی سی آر (Journal Citation Reports): مجله ای که سالی یکبار منتشر می شود و داده های علم سنجی مجلات و از همه مهمتر ضریب تاثیر (Impact Factor) را ارائه می دهد.
  - فهرست یک‌درصد دانشمندان برتر جهان (Highly Cited Researchers): فهرست پر استنادترین پژوهشگران دنیا که  دارای حداقل یک مقاله در زمینه ی موضوعی انتشار خود (۲۲ موضوع) هستند که آن مقاله جزء یک درصد برتر کل مقالات آن حوزه ی موضوعی است.
  - پابلونز: شبکه اجتماعی پژوهشگران و ناشران[۴]